# Montborget
Montborget (Monbordzè  en patois fribourgeois) est une localité et une ancienne commune suisse du canton de Fribourg, située dans le district de la Broye.

## Histoire
Au Moyen Âge, Montborget dépendait de la seigneurie de la Molière, acquise par Fribourg au XVIe siècle et dès lors incorporée au bailliage de Font jusqu'en 1798, puis au district d'Estavayer de 1798 à 1848. La localité a toujours relevé de la paroisse de Murist. Le village a gardé son caractère agricole malgré l'ouverture de l'autoroute A1 en 2001.
En 1981, Montborget fusionne avec ses voisines de La Vounaise et Murist. Cette dernière va fusionner en 2017 dans la commune d’Estavayer.

## Toponymie
1314 : Mauborget

## Démographie
Montborget comptait 98 habitants en 1811, 124 en 1850, 137 en 1900, 104 en 1950, 79 en 1980.